# اندازه‌گیری ضخامت قرنیه

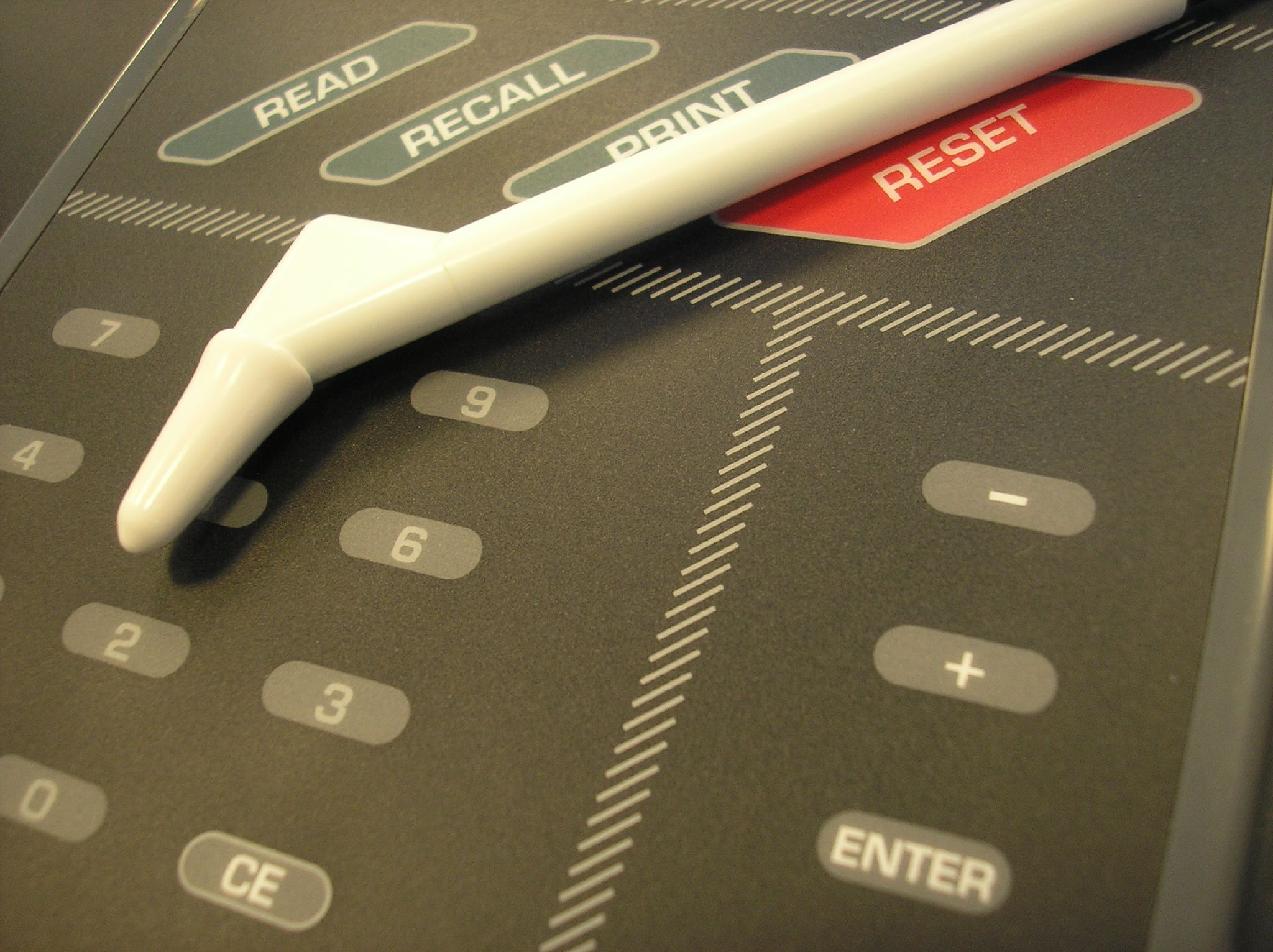
A typical ultrasound pachymeter

اندازه‌گیری ضخامت قرنیه فرایند اندازه‌گیری ضخامت قرنیهاست. یک پاکیمتر یک دستگاه پزشکی مورد استفاده برای اندازه‌گیری ضخامت قرنیه چشماست. این کار قبل از جراحی‌های انکساری، جراحی limbal relaxing incision و اسکرینینگ کراتوکونوس کاربردی است و همچنین برای غربالگری بیماران مشکوک به گلوکوم کارآمد است.

## روند

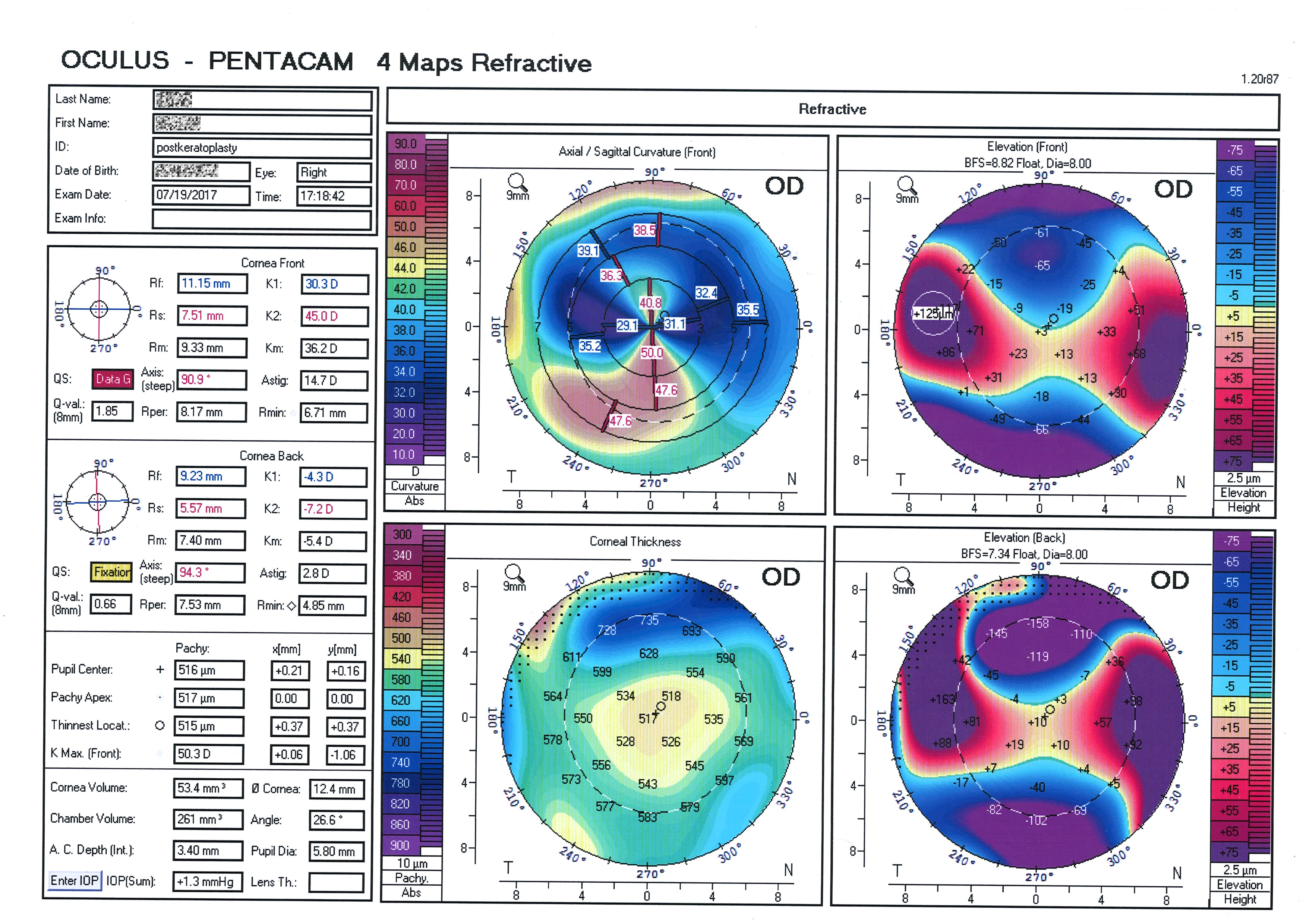
اسکن قرنیه با اسکنر پنتاکم (توپوگرافی)

این کار می‌تواند توسط دستگاه اولتراسونیک یا روش‌های اپتیکی صورت گیرد. روش تماسی، مثل اولتراسونوگرافی و روش اپتیکال، مثل کانفوکال میکروسکوپی یا روش‌های بدون تماس مانند ناپتیکال بیومتری با یک دوربین شایم فلوگ (مانند SIRUS یا PENTACAM) یا با دو دوربین شایم فلوگ (مانند GALILEI) یا توموگرافی انسجام نوری (OCT مانند Visante) و آنلاین انسجام نوری پاکیمتری (OCP مانند ORBSCAN). اندازه‌گیری ضخامت قرنیه قبل از جراحی انکساری برای حصول اطمینان ازکافی بودن ضخامت قرنیه برای جلوگیری از ایجاد اختلالات غیرطبیعی قرنیه همانند اکتازیاضروری است.

## پاکیمتر
پاکیمتر ابزار مورد استفاده برای این هدف شناخته شده‌است. پاکیمترهای مرسوم دستگاه‌هایی هستند که ضخامت قرنیه را معمولاً بر حسب میکرومتر، زمانی که مبدل اولتراسونیک قرنیه را لمس می‌کند، نمایش می‌دهند. نسل جدیدتر پاکیمترهای اولتراسونیک از طریق قرنیه شکل موج (CWF) کار می‌کنند. با استفاده از این فناوری کاربر می‌تواند اکوگرام با کیفیت بالا از قرنیه ایجاد کند. اندازه‌گیری ضخامت قرنیه با استفاده از پردازش موجی قرنیه این اجازه را به کاربر می‌دهد تا با دقت ضخامت را اندازه‌گیری کند.

## نشانه
اندازه‌گیری ضخامت قرنیه برای سایر جراحی‌های قرنیه مانند Limbal Relaxing Incisions ضروری است. LRI برای کاهش آستیگماتیسم قرنیه توسط قرار دادن یک جفت برش با عمق و طول قوس خاص در محور استیپ آستیگماتیسم قرنیه است. با استفاده از پاکیمتری قرنیه احتمال سوراخ شدن چشم توسط جراح را کاهش می‌دهد و نتیجه جراحی را بهبود می‌بخشد. نسل جدیدتر از پاکیمترها با ارائه نقشه گرافیکی جراحی، برای از بین بردن آستیگماتیسم به جراحان کمک خواهد کرد.
پاکی متری قرنیه همچنین یک آزمون مهم در تشخیص زود هنگام آب سیاه در نظر گرفته شده‌است. در سال ۲۰۰۲، گزارش پنج ساله از مطالعه هیپرتانسیون چشمی (OHTS) منتشر شد. این مطالعه گزارش داد که ضخامت قرنیه توسط پاکی متری قرنیه اندازه‌گیری پیشگویی دقیق از توسعه گلوکوم زمانی که با اندازه‌گیری‌های استاندارد فشار داخل چشم همراه بود، می‌باشد. در نتیجه این مطالعه و سایر مطالعات، پاکی متری قرنیه در حال حاضر به‌طور گسترده‌ای توسط محققان و متخصصان گلوکوم برای تشخیص بهتر و هرجه سریع تر مورد استفاده است. پاکیمترهای نسل جدیدتر توانایی تنظیم فشار داخل چشم با توجه به ضخامت قرنیه را دارند.

## Technology
دستگاه‌های مدرن بر پایه تکنولوژی اولتراسوند هستند، در حالی که مدل‌های قبلی مبتنی بر اصول اپتیکال بودند. پاکیمترهای اولتراسونیک به‌طور سنتی دستگاه‌هایی بودند که ضخامت قرنیه چشم انسان در قالب یک عدد بر حسب میکرومتر به کاربر نمایش می‌دادند. نسل جدیدتر از پاکیمترهای اولتراسونیک از طریق قرنیه موج شکل کار می‌کنند. با استفاده از این تکنولوژی کاربر می‌تواند اکوگرام فوق‌العاده با کیفیت بالا از قرنیه ضبط کند. پاکی متری با استفاده از شکل موج قرنیه به کاربر اجازه می‌دهد تا با دقت بیشتری اندازه‌گیری ضخامت قرنیه را انجام دهدو این توانایی را دارد تا اطمینان داده‌ها را بررسی کند، تغییرات قرنیه بیمار را طی گذر زمان مانیتور کندو توانایی برای اندازه‌گیری ساختارهای درون قرنیه مانند حباب‌های کوچک در قرنیه که در طول برش فلپ لیزر فمتو ثانیه ایجاد شده‌است را اندازه‌گیری کند.